# Villagalijo
Villagalijo község Spanyolországban, Burgos tartományban. Villagalijo Belorado, San Vicente del Valle, Fresneda de la Sierra Tirón, Pradoluengo és Rábanos községekkel határos. Lakosainak száma 52 fő (2024).

## Népesség
A település népessége az utóbbi években az alábbiak szerint változott:
| Lakosok száma | 65   | 80   | 82   | 76   | 74   | 67   | 65   | 62   | 58   | 52   |
|               | 2001 | 2004 | 2006 | 2009 | 2011 | 2014 | 2016 | 2019 | 2021 | 2024 |